# Мыза (Нижний Новгород)
Мы́за — историческая часть Приокского района Нижнего Новгорода.
Название связывают с выходцем из Прибалтики, председателем Нижегородского уголовного суда К. М. Ребиндером, владельцем деревни Ляхово, который в конце XVIII в. на землях, приобретенных возле Московской и Арзамасской дороги, создал ферму, названную на прибалтийский манер Мызой.

(согласно словарю Ушакова, мыза (фин. moisio) — загородный дом, дача с собственным отдельным хозяйством (в местностях, прилегающих к Финляндии)).
Название «Мыза» прилагается к находящимся там станции железнодорожной ветки Горьковской железной дороги (станция Мыза), остановке трамвая, троллейбуса, автобуса и маршрутного такси, одному из мостов через Оку.
К западу от Мызы, за проспектом Гагарина, берёт начало парк «Швейцария».